# Єлівка (Березинський район)
Єлівка (біл. вёска Елеўка) — село в складі Березинського району Мінської області, Білорусь. Село підпорядковане Погостівській сільській раді, розташоване в східній частині області.